# Saison 1964-1965 du Stade Olympique Montpelliérain
Maillots
Chronologie
Saison précédente Saison suivante
La saison 1964-1965 du SO Montpelliérain a vu le club évoluer en Division 2 pour la seconde saison consécutive.
Auteur d'une bonne saison, le club héraultais va flirter avec la montée en Division 1 mais va finalement terminer à la 6e place du championnat aux portes de l'élite.
En Coupe de France, les somistes sont battus dès les trente-deuxième de finale par une équipe de CFA avant de réussir un parcours plus prolifique en Coupe Drago ne cédant qu'en demi-finale de la compétition.

## Joueurs et staff

### Transferts
| Été 1964            |             |                     |                        |                    |
| Nom                 | Nationalité | Transfert           | Provenance/Destination | Division           |
| Arrivées            |             |                     |                        |                    |
| Pierre Mosca        | France      | Premier contrat pro |                        |                    |
| Jean-Marie Couronne | France      | Transfert           | FC Nantes              | Division 1         |
| Départs             |             |                     |                        |                    |
| Joseph Botella      | France      | Transfert           | US Marignane           | Division d'Honneur |
| Jean-Jean Marcialis | France      | Transfert           | AC Ajaccio             | Division d'Honneur |

## Rencontres de la saison

### Division 2
| Tour       | Adversaire             | Lieu | Résultat |
| Journée 1  | FC Grenoble            | Dom. | 3-1      |
| Journée 2  | US Forbach             | Ext. | 1-2      |
| Journée 3  | Stade de Reims         | Dom. | 3-2      |
| Journée 4  | RC Franc-Comtois       | Ext. | 0-3      |
| Journée 5  | AS Béziers             | Dom. | 2-1      |
| Journée 6  | Olympique de Marseille | Ext. | 1-1      |
| Journée 7  | Limoges FC             | Dom. | 4-1      |
| Journée 8  | Racing Club de Paris   | Ext. | 0-0      |
| Journée 9  | CS Metz                | Dom. | 3-0      |
| Journée 10 | US Boulogne            | Ext. | 0-1      |
| Journée 11 | Red Star Olympique     | Dom. | 1-1      |
| Journée 12 | OGC Nice               | Ext. | 0-2      |
| Journée 13 | AS Cannes              | Ext. | 1-4      |
| Journée 14 | AS Aixoise             | Dom. | 2-1      |
| Journée 15 | AS Cherbourg           | Ext. | 2-2      |
| Journée 16 | AS Cherbourg           | Dom. | 1-1      |
| Journée 17 | FC Grenoble            | Ext. | 1-4      |
| Journée 18 | Stade de Reims         | Ext. | 0-0      |
| Journée 19 | RC Franc-Comtois       | Dom. | 2-0      |
| Journée 20 | AS Béziers             | Ext. | 1-1      |
| Journée 21 | Olympique de Marseille | Dom. | 1-0      |
| Journée 22 | US Forbach             | Dom. | 3-1      |
| Journée 23 | Limoges FC             | Ext. | 0-1      |
| Journée 24 | Racing Club de Paris   | Dom. | 1-0      |
| Journée 25 | CS Metz                | Ext. | 1-1      |
| Journée 26 | US Boulogne            | Dom. | 3-1      |
| Journée 27 | Red Star Olympique     | Ext. | 1-2      |
| Journée 28 | AS Aixoise             | Ext. | 0-0      |
| Journée 29 | AS Cannes              | Dom. | 2-1      |
| Journée 30 | OGC Nice               | Dom. | 1-1      |

### Coupe de France
| Tour                         | Adversaire                       | Lieu      | Résultat |
| 6e tour                      | US Montagnac (Division inconnue) | Dom.      | 2-1      |
| 1/32e de finale              | Hyères FC (CFA)                  | Dom.      | 2-2      |
| 1/32e de finale Match rejoué | Hyères FC (CFA)                  | Marignane | 2-3      |

### Coupe Charles Drago
| Tour          | Adversaire                         | Lieu | Résultat   |
| 1er tour      | AS Cannes (Division 2)             | Dom. | 4-0        |
| 2e tour       | Olympique lyonnais (Division 1)    | Dom. | 4-0        |
| 3e tour       | AS Monaco (Division 1)             | Dom. | 4-2        |
| 4e tour       | US Toulouse (Division 1)           | Dom. | 1-0        |
| 1/4 de finale | US Valenciennes-Anzin (Division 1) | Dom. | 2-1        |
| 1/2 finale    | RC Lens (Division 1)               | Dom. | 1-2 (a.p.) |

## Statistiques

### Statistiques collectives
| Compétition     | Débute au tour | Place ou tour final | Matches joués | Gagnés | Nuls | Perdus | Buts pour | Buts contre | Différence |
| Division 2      | -              | 6e                  | 30            | 12     | 10   | 8      | 41        | 36          | +5         |
| Coupe de France | 6e tour        | 1/32e de finale     | 3             | 1      | 1    | 1      | 6         | 6           | +0         |
| Coupe Drago     | 1er tour       | 1/2 finale          | 6             | 5      | 0    | 1      | 16        | 5           | +11        |
| Total           | -              | -                   | 39            | 18     | 11   | 10     | 63        | 47          | +16        |

### Autres statistiques
|  | Equipe type de la saison D'après les temps de jeu à leur poste. |